# Међународни дан миграната
Међународни дан миграната је међународни празник који се обележава 18. децембра одлуком Генералне скупштине Уједињених нација од 4. децембра 2000. године (Резолуција 55/93), као последица великог и растућег броја миграната у свету. Дана 18. децембра 1990. године, Генерална скупштина је усвојила Међународну конвенцију о заштити права радника миграната и чланова њихових породица (Резолуција 45/158).
Овај дан се обележава у многим земљама, међувладиних и невладиних организацијама кроз ширење информација о људским правима и основним слободама политичких миграната, као и кроз размену искустава и дизајна акција како би се обезбедила заштита миграната.

## Разлози за обележавање
Године 1997, филипинска и друге организације азијских миграната су почеле прославе и промовисања 18. децембра као Међународног дана солидарности са мигрантима. Овај датум је изабран јер је 18. децембра 1990. године ОУН усвојила Међународну конвенцију о заштити права радника миграната и чланова њихових породица.
Надовезујући се на ову иницијативу, 18. децембар је изабран уз подршку Међународне организације за права миграната и Управног одбора глобалне кампање за потврђивање Међународне конвенције о правима миграната и многих других организација — и почео је да се промовише крајем 1999. године за званични празник УН-а, и коначно је проглашен 4. децембра 2000. године.
УН је позвао све земље чланице УН, међувладине и невладине организације да поштују овај дан за ширење информација о људским правима и основним слободама миграната, размену искустава, као и предузимање акција да се обезбеди заштита миграната.
Међународни дан миграната се најпре види као прилика за признање доприноса који су направили милиони миграната привредама земаља у којима живе, као и матичним земљама, а друго као прилика за промовисање поштовања њихових основних људских права.

## Глобалне акције за прославу Међународног дана миграната
Од 2000. године, међународна заједница је користила 18. децембар, Међународни дан миграната, како би истакла људска права миграната. Успостављање гласова миграната је заједничка тема током догађаја Међународног дана миграната.